# Mazinger Otome Taisen
Mazinger Otome Taisen (マジンガー乙女大戦, Majingā Otome Taisen) és un manga del 2011 de Mikio Tachibana, paròdia de les obres de Go Nagai. Es tracta d'una seqüela de Mazinger Otome.
El manga ha estat editat en català per l'editorial Ooso Comics.

## Argument
Després d'un altre dia d'escola, Seto Magami torna a casa amb Reito i Koji. No obstant això, coneixen dues noies anomenades Necro i Bui Jinga, anteriors models d'androides de Mazinger que també van ser creats per Juzo Magami i es barallen amb Seto i Reito, per acabar dominant-los. Se'n van dient que no seran tan misericordiosos com van ser-ho ells. Mentrestant, Grace i Shiko es troben amb els seus propis doppelgangers en forma de Dark G. Dark i Shin Kotetsu que expliquen les seves intencions, en comptes de lluitar. Necro els recluta per formar el Nou Exèrcit Mazinger abans d'entrar en una altra baralla amb l'Exèrcit Mazinger. Durant la batalla, Shiko i Shin es fusionen accidentalment per convertir-se en Majeeg, cosa que es converteix en un problema per a ambdós bàndols, així que decideixen treballar tots junts. Però Majeeg demostra ser massa poderós fins i tot per a les seves forces combinades fins que Seto entra en la seva forma d'Astro Mazinger. Així domna Majeeg i en purga el mal, alliberant en Shiko i en Shin. Després d'això, tant el Mazinger com el Nou Mazinger viuen (relativament) en pau.

## Publicació
Mazinger Otome Taisen va ser publicat en format de tom per Media Factory al Japó el 23 de març de 2011.
Ooso Comics va anunciar la llicència del manga per Twitter el juliol de 2019, i va sortir a la venda en català el 30 d'octubre del mateix any.
| Vol. | Publicació         | ISBN                   | Publicació           | ISBN                   |
| ---- | ------------------ | ---------------------- | -------------------- | ---------------------- |
| 1    | 23 de març de 2011 | ISBN 978-4-8401-2983-1 | 30 d'octubre de 2019 | ISBN 978-84-121138-1-5 |